# Alabastine
Alabastine is de naam van een bedrijf dat hulpmiddelen, met name vulmiddelen voor de bouwnijverheid en de doe-het-zelfmarkt produceert. De naam is overgegaan op een merk gipsvulmiddel dat het bedrijf produceert.
De naam is afgeleid van albast, een gipsmineraal.

## Geschiedenis
In het Verenigd Koninkrijk bestond reeds de Alabastine Group, die in 1956 een vestiging in Nederland opende, en wel te Ammerzoden, onder de naam Alabastine Holland.
De vestiging werd diverse malen overgenomen, en wel in 1964 door Polycell Holdings, in 1968 door Reed en in 1987 door Williams Holding. In 1988 werd de Europese productie van alle vulmiddelen in Ammerzoden geconcentreerd, en daarmee, naast Alabastine, ook de merken Molto en Polyfilla. Naast vulmiddelen worden er ook reinigingsmiddelen, verven en lijmen geproduceerd.
In 1998 werd de fabriek in Ammerzoden overgenomen door het Britse ICI, dat in 2008 op zijn beurt werd overgenomen door AkzoNobel. Er werken 140 mensen.

## Producten
Het gipsplamuur, voor de doe-het-zelfmarkt bekend als Alabastine, wordt voor de professionele bouwmarkt als Probastine verkocht. De naam Alabastine beperkt zich tot Nederland. In België en Frankrijk spreekt men van Polyfilla, in Engeland van Polycell, en in Duitsland van Molto voor hetzelfde product.
Er worden vele tientallen soorten producten vervaardigd: naast het gipsplamuur en andere vulmiddelen worden ook afbijtmiddelen, voorstrijkmiddelen, egaliseermiddelen, producten voor het voegen van tegels en muurverven geproduceerd. Verder behoren tot het assortiment: plamuurmessen, houtrotvullers, behangselverwijderaars, kwastenreinigers, grondverven en dergelijke.